# Naledi Pandor
Grace Naledi Mandisa Pandor z domu Matthews (ur. 7 grudnia 1953 w Durbanie) – południowoafrykańska polityk i pedagog, przewodnicząca Narodowej Rady Prowincji (1999–2004), minister edukacji (2004–2009), minister nauki i technologii (2009–2012; 2014–2018), minister spraw wewnętrznych (2012–2014), minister szkolnictwa wyższego (2018–2019). Minister spraw zagranicznych od 2019 do 2024.

## Życiorys
Pandor jest córką polityka i działacza walczącego z apartheidem Joe Matthewsa.  Ukończyła szkołę średnią w Gaborone. W latach 1973–1977 studiowała na Uniwersytecie Suazi i Uniwersytecie Botswany, uzyskując stopień licencjacki. Następnie od 1978 do 1979 roku studiowała na Uniwersytecie Londyńskim zdobywając tytuł Master of Arts. W 1997 roku uzyskała tytuł magistra językoznawstwa na Uniwersytecie w Stellenbosch, a w 2019 roku obroniła doktorat na Uniwersytecie w Pretorii.
W 1980 roku rozpoczęła pracę jako nauczyciel w Ernest Bevin School w Londynie, następnie pracowała jako wykładowca w Taung College of Education w North West. W latach 1986–1989 Pandor była starszym wykładowcą języka angielskiego na Uniwersytecie w Bophuthatswana, a w latach 1989-1994 była starszym wykładowcą Uniwersytetu w Kapsztadzie.
W wyborach parlamentarnych w 1994 roku Pandor został wybrana do Zgromadzenia Narodowego z list Afrykańskiego Kongresu Narodowego. Po wyborach parlamentarnych z roku 1999 przeniosła się do wyższej izby parlamentu, zostając jej przewodniczącą, będąc pierwszą kobietą na tym stanowisku w historii RPA.

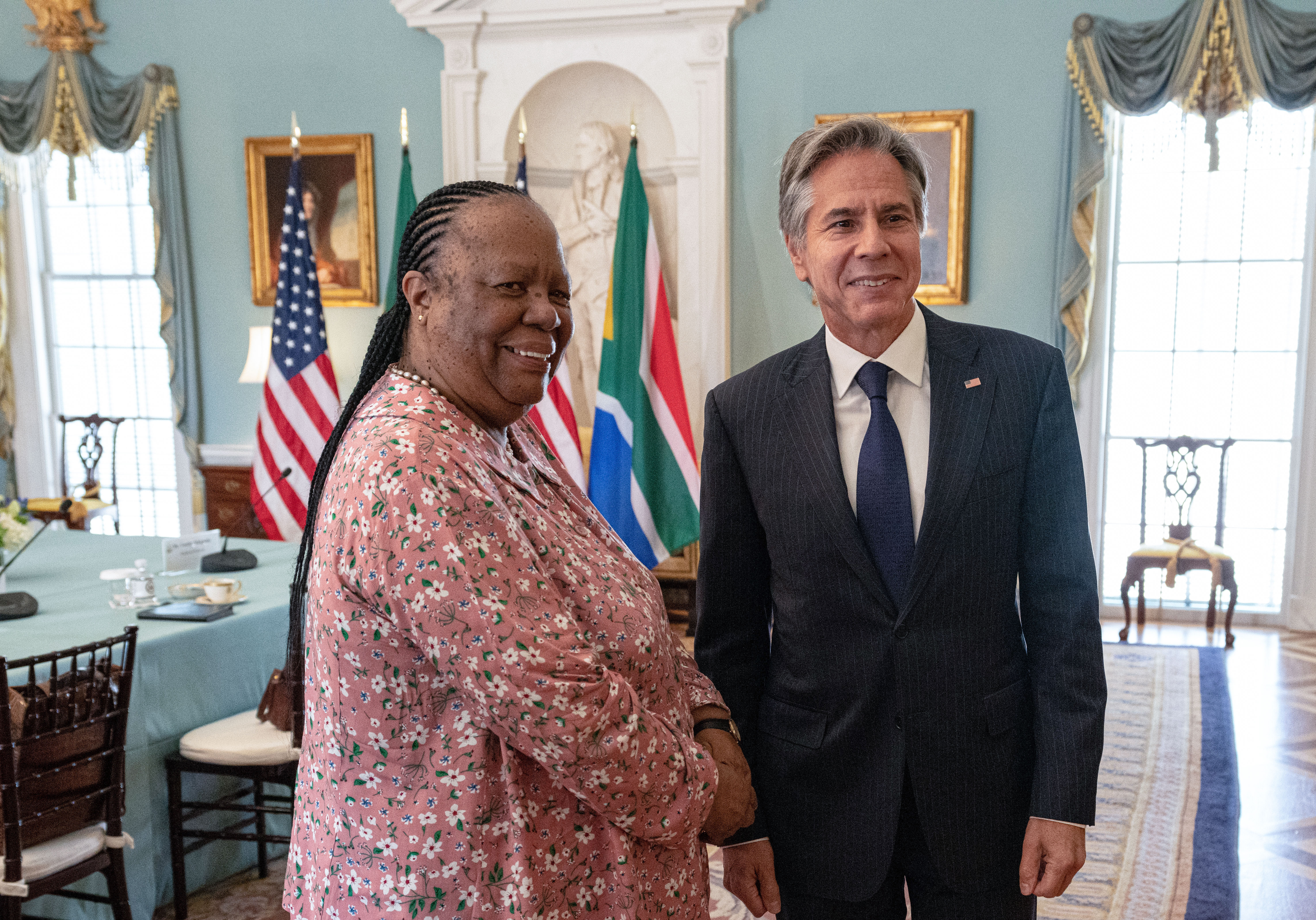
Naledi Pandor podczas spotkania z Antony Blinkenem (2022)

Od 2004 roku nieprzerwanie pełni funkcje ministerialne w kolejnych południowoafrykańskich rządach. Od 2019 do 2024 kierowała resortem spraw zagranicznych i współpracy. W wyborach parlamentarnych z 2024 nie uzyskała mandatu deputowanej do parlamentu krajowego.
Jest mężatką, ma czworo dzieci.